# 謝華后
謝華后（？—1516年4月12日）是琉球國第二尚氏王朝尚真王之後宮嬪御，封為夫人。父親為知名親雲上謝氏成良，母親為阿氏真嘉戶樽（花城親方阿擢莘之女），童名思戶金，封按司加那志，為尚清王之母。
謝華后受到尚真王寵愛，有一子尚清，當時尚真王與王妃尚居仁之嫡子尚維衡為世子。為了讓自己的親生兒子被立為世子，謝華后就向尚真王進讒，於是尚維衡被褫奪世子的地位。後來在1508年（正德3年），群臣說服尚真王，復立尚維衡為世子。謝華后心生一計，在衣裳的胸前塗上蜂蜜，引來蜜蜂追趕。老實的尚維衡好意為之驅趕蜜蜂，於是謝華后誣稱世子尚維衡欲調戲她。尚真王大怒，廢黜尚維衡，立尚清為世子。此事被稱為「衣蜂之計」。後尚清登上王位，是為尚清王。
謝華后於正德十一年三月十一日逝世，葬地不詳。